# Primera División de Montenegro
La Primera División de Montenegro (en montenegrino: Prva Crnogorska Fudbalska Liga), conocida como Meridianbet Prva Crnogorska Fudbalska liga por motivos de patrocinio, es la máxima categoría masculina de fútbol del sistema de ligas de Montenegro. Es organizada por la Federación de Fútbol de Montenegro (FSCG) y se disputa desde la temporada 2006-07.
El país contaba desde 1922 con un campeonato propio que durante décadas estuvo vinculado al sistema de ligas de Yugoslavia. Con la disolución del estado balcánico en 1992, Montenegro pasó a formar parte de la República Federal de Yugoslavia y más tarde de Serbia y Montenegro, por lo que sus clubes siguieron ligados al campeonato del estado sucesor. Después de la declaración de independendencia de 2006, la FSCG organizó un sistema de ligas independiente que contó con el reconocimiento inmediato de la UEFA y de la FIFA.

## Historia
Antes de contar con una liga organizada, los equipos montenegrinos formaron parte del sistema de ligas yugoslavo y existía un torneo a nivel local, el Campeonato de Fútbol de Montenegro, que se disputó desde 1922 hasta 1940. A partir de 1931 la región contó con su propia federación, la Subasociación de Fútbol de Cetiña, integrada en la Federación Yugoslava. Aunque el torneo quedó paralizado durante la Segunda Guerra Mundial, después de la constitución de la República Federativa Socialista de Yugoslavia se creó una división regional para la zona, la Liga de la República de Montenegro (en serbio: Crnogorska republička liga), al mismo tiempo que los mejores clubes podían promocionar a la Primera Liga de Yugoslavia.
Durante la etapa yugoslava el club más importante fue el Budućnost de Podgorica, que disputó 28 ediciones de la Primera Liga y llegó a ser finalista de la Copa de Yugoslavia en 1965 y 1977. Por otro lado, el Sutjeska Nikšić alcanzó la máxima categoría en 1965 y se mantuvo allí durante nueve temporadas no consecutivas, incluyendo la última edición de 1992. Ambas entidades mantuvieron su dominio en la nueva Primera División de Yugoslavia, donde los equipos del país quedaron integrados a partir de 1993 con la liga montenegrina reconvertida en tercera categoría. Entre 2003 y 2006, durante el tiempo que formó parte de Serbia y Montenegro, ese torneo se convirtió en la segunda divisióm.
Cuando Montenegro declaró su independencia en 2006 a través de un referéndum de autodeterminación, todos los clubes nacionales se pasaron al nuevo sistema de ligas bajo organización de la Federación de Fútbol de Montenegro. La temporada inaugural 2006-07 comenzó dos meses después de que el país obtuviera reconocimiento internacional, y solo tres de los doce participantes provenían de la máxima categoría serbomontenegrina. El primer campeón fue el F. K. Zeta Golubovci.

## Participantes

### Temporada 2024-25
| Equipos              | Ciudad       | Estadio                         | Capacidad |
| -------------------- | ------------ | ------------------------------- | --------- |
| F. K. Arsenal Tivat  | Tivat        | Estadio Parku                   | 2 000     |
| F. K. Bokelj         | Kotor        | Estadio Pod Vrmcem              | 5 000     |
| F. K. Budućnost      | Podgorica    | Estadio Pod Goricom             | 2 000     |
| F. K. Dečić          | Tuzi         | Estadio Tuško polje             | 2 000     |
| F. K. Jedinstvo      | Bijelo Polje | Estadio Gradski de Bijelo Polje | 5 000     |
| F. K. Jezero         | Plav         | Estadio Pod Racinom             | 2 500     |
| F. K. Mornar         | Bar          | Estadio Topolica                | 2 500     |
| F. K. Otrant-Olympic | Ulcinj       | Estadio Olímpico de Ulcinj      | 1 500     |
| O. F. K. Petrovac    | Petrovac     | Estadio Pod Malim Brdom         | 1 630     |
| F. K. Sutjeska       | Nikšić       | Estadio Bristice                | 5 200     |

## Sistema de competición
La Primera División de Montenegro es la máxima categoría del sistema de ligas de Montenegro, bajo organización de la Federación de Fútbol de Montenegro (FSCG). La competición se disputa anualmente, desde agosto hasta mayo del año siguiente, y consta de diez participantes.
Siguiendo un sistema de liga, los clubes se enfrentarán todos contra todos en cuatro ocasiones —dos en campo propio y dos en el del rival— hasta disputar un total de 36 jornadas. El orden de los encuentros se decide por sorteo antes de empezar la competición.
La clasificación final se establece con arreglo a los puntos totales obtenidos por cada equipo al finalizar el campeonato. Los equipos obtienen tres puntos por cada partido ganado, un punto por cada empate y ningún punto por los partidos perdidos. Si al finalizar el campeonato dos equipos igualan a puntos, existen mecanismos de desempate:
1. El que tenga una mayor diferencia entre goles a favor y en contra, según el resultado de los partidos jugados entre ellos.
2. El que tenga la mayor diferencia de goles a favor, teniendo en cuenta todos los obtenidos y recibidos en el transcurso de la competición.
3. El club que haya marcado más goles.

El campeón de liga tiene derecho a disputar la ronda preliminar de la Liga de Campeones de la UEFA, mientras que el segundo y tercer clasificado, así como el vencedor de la Copa de Montenegro, obtienen una plaza para la ronda preliminar de la Liga Europa Conferencia de la UEFA. En caso de que el campeón de Copa coincida con los tres primeros clasificados, la plaza pasa automáticamente al cuarto mejor equipo de la temporada.

## Palmarés
| Temporada | Campeón             | Subcampeón          | Tercero             | Máximo goleador           | Club                               | Goles |
| --------- | ------------------- | ------------------- | ------------------- | ------------------------- | ---------------------------------- | ----- |
| 2006–07   | Zeta Golubovci      | Budućnost Podgorica | OFK Grbalj          | Žarko Korać Damir Čakar   | Zeta Golubovci Rudar Pljevlja      | 16    |
| 2007–08   | Budućnost Podgorica | Zeta Golubovci      | Mogren Budva        | Ivan Jablan               | Lovćen Cetinje                     | 13    |
| 2008–09   | Mogren Budva        | Budućnost Podgorica | Sutjeska Nikšić     | Fatos Bećiraj             | Budućnost Podgorica                | 18    |
| 2009–10   | Rudar Pljevlja      | Budućnost Podgorica | Mogren Budva        | Ivan Bošković             | OFK Grbalj                         | 28    |
| 2010–11   | Mogren Budva        | Budućnost Podgorica | Rudar Pljevlja      | Ivan Vuković              | Budućnost Podgorica                | 20    |
| 2011–12   | Budućnost Podgorica | Rudar Pljevlja      | Zeta Golubovci      | Admir Adrović             | Budućnost Podgorica                | 22    |
| 2012–13   | Sutjeska Nikšić     | Budućnost Podgorica | Čelik Nikšić        | Admir Adrović Žarko Korać | Budućnost Podgorica Zeta Golubovci | 15    |
| 2013–14   | Sutjeska Nikšić     | Lovćen Cetinje      | Čelik Nikšić        | Stefan Mugoša             | Mladost Podgorica                  | 15    |
| 2014–15   | Rudar Pljevlja      | Sutjeska Nikšić     | Budućnost Podgorica | Goran Vujović             | Sutjeska Nikšić                    | 21    |
| 2015–16   | Mladost Podgorica   | Budućnost Podgorica | Rudar Pljevlja      | Marko Šćepanović          | Mladost Podgorica                  | 19    |
| 2016–17   | Budoćnost Podgorica | Zeta Golubovci      | Mladost Podgorica   | Zoran Petrović            | Mladost Podgorica                  | 14    |
| 2017–18   | Sutjeska Nikšić     | Budoćnost Podgorica | Mladost Podgorica   | Igor Ivanović             | Sutjeska Nikšić                    | 14    |
| 2018–19   | Sutjeska Nikšić     | Budoćnost Podgorica | Zeta Golubovci      | Nikola Krstović           | Zeta Golubovci                     | 17    |
| 2019–20   | Budoćnost Podgorica | Sutjeska Nikšić     | Iskra Danilovgrad   | Marko Ćetković            | Sutjeska Nikšić                    | 10    |
| 2020–21   | Budoćnost Podgorica | Sutjeska Nikšić     | Dečić Tuzi          | Božo Marković             | Sutjeska Nikšić                    | 16    |
| 2021–22   | Sutjeska Nikšić     | Budoćnost Podgorica | Dečić Tuzi          | Adnan Bašić               | OFK Petrovac                       | 14    |
| 2022–23   | Budoćnost Podgorica | Sutjeska Nikšić     | Arsenal Tivat       | Tyrone Conraad            | Sutjeska Nikšić                    | 25    |
| 2023–24   | Dečić Tuzi          | Mornar Bar          | Budoćnost Podgorica | Žarko Korać               | Jedinstvo Bijelo Polje             | 17    |
| 2024-25   | Budućnost Podgorica | Petrovac            | Sutjeska Nikšić     | Žarko Korać               | Jedinstvo Bijelo Polje             | 16    |

## Títulos por club
| Club                   | Títulos | Subtítulos | Tercero | Años de los campeonatos                  |
| ---------------------- | ------- | ---------- | ------- | ---------------------------------------- |
| FK Budućnost Podgorica | 7       | 9          | 4       | 2008, 2012, 2017, 2020, 2021, 2023, 2025 |
| FK Sutjeska Nikšić     | 5       | 4          | 2       | 2013, 2014, 2018, 2019, 2022             |
| FK Rudar Pljevlja      | 2       | 1          | 2       | 2010, 2015                               |
| FK Mogren Budva        | 2       | –          | 2       | 2009, 2011                               |
| FK Zeta Golubovci      | 1       | 2          | 2       | 2007                                     |
| FK Dečić Tuzi          | 1       | –          | 2       | 2024                                     |
| OFK Titograd Podgorica | 1       | –          | –       | 2016                                     |
| FK Lovćen Cetinje      | –       | 1          | –       | -----                                    |
| FK Mornar Bar          | –       | 1          | –       | -----                                    |
| OFK Petrovac           | -       | 1          | -       | -----                                    |
| FK Čelik Nikšić        | –       | –          | 2       | -----                                    |
| OFK Grbalj             | –       | –          | 1       | -----                                    |
| FK Iskra Danilovgrad   | –       | –          | 1       | -----                                    |
| FK Arsenal Tivat       | –       | –          | 1       | -----                                    |

## Máximos goleadores
A continuación se muestra una lista de los 5 máximos goleadores, desde el inicio de la liga en 2007 hasta finalizada la temporada 2023-24.
| N.º | Jugador       | Club(s)                                                     | Goles | Partidos |
| --- | ------------- | ----------------------------------------------------------- | ----- | -------- |
| 1   | Žarko Korać   | Zeta, Grbalj, Jedinstvo                                     | 121   | 222      |
| 2   | Admir Adrović | Berane, Sutjeska, Budućnost, OFK Titograd, Dečić, Podgorica | 110   | 303      |
| 3   | Ivan Vuković  | Budućnost, OFK Titograd, Grbalj, Iskra                      | 95    | 287      |
| 4   | Božo Marković | Sutjeska, OFK Titograd, Dečić, Mornar                       | 83    | 308      |
| 5   | Ivan Jablan   | Petrovac, Lovćen, Grbalj                                    | 76    | 298      |

## Tabla histórica
Clasificación histórica de la Primera División de Montenegro, desde su inició en 2006-07 hasta finalizada la temporada 2023-24.
Desde su inauguración en la temporada 2006-07, 22 clubes han jugado en la Primera Liga montenegrina. Solo cuatro clubes han disputado las 18 temporadas jugadas, estos son Budućnost, Sutjeska, Rudar y OFK Petrovac.
Esta lista se ha realizado aplicando la regla de 3 puntos por victoria, 1 punto por empate y 0 por derrota.
| N.º | Club                      | Temporadas | P.D. | P.G. | P.E. | P.P. | G.F. | G.C. | Puntos |
| --- | ------------------------- | ---------- | ---- | ---- | ---- | ---- | ---- | ---- | ------ |
| 1   | FK Budućnost Podgorica    | 18         | 610  | 354  | 147  | 109  | 1043 | 517  | 1209   |
| 2   | FK Sutjeska Nikšić        | 18         | 610  | 279  | 169  | 153  | 836  | 565  | 1006   |
| 3   | FK Rudar Pljevlja         | 18         | 610  | 245  | 144  | 221  | 720  | 656  | 879    |
| 4   | FK Zeta Golubovci         | 16         | 538  | 221  | 143  | 174  | 670  | 573  | 805    |
| 5   | OFK Petrovac              | 18         | 610  | 181  | 182  | 237  | 631  | 807  | 725    |
| 6   | OFK Grbalj                | 14         | 466  | 165  | 134  | 167  | 550  | 518  | 629    |
| 7   | FK Dečić Tuzi             | 14         | 477  | 148  | 131  | 198  | 478  | 589  | 575    |
| 8   | OFK Titograd              | 13         | 436  | 148  | 120  | 168  | 488  | 516  | 564    |
| 9   | FK Mogren Budva           | 9          | 297  | 132  | 73   | 93   | 402  | 335  | 469    |
| 10  | FK Lovćen Cetinje         | 11         | 366  | 122  | 91   | 153  | 362  | 428  | 457    |
| 11  | FK Mornar Bar             | 10         | 342  | 96   | 86   | 160  | 314  | 483  | 373    |
| 12  | FK Iskra Danilovgrad      | 8          | 277  | 92   | 81   | 104  | 289  | 321  | 357    |
| 13  | FK Kom Podgorica          | 6          | 199  | 50   | 51   | 98   | 178  | 273  | 201    |
| 14  | FK Jezero Plav            | 5          | 177  | 59   | 43   | 75   | 176  | 218  | 220    |
| 15  | FK Jedinstvo Bijelo Polje | 6          | 204  | 46   | 54   | 104  | 192  | 331  | 192    |
| 16  | FK Bokelj                 | 5          | 165  | 49   | 39   | 77   | 154  | 202  | 186    |
| 17  | FK Podgorica              | 3          | 103  | 31   | 33   | 39   | 111  | 126  | 126    |
| 18  | FK Čelik Nikšić           | 2          | 66   | 30   | 17   | 19   | 88   | 63   | 107    |
| 19  | FK Berane                 | 4          | 132  | 26   | 22   | 84   | 110  | 229  | 100    |
| 20  | FK Arsenal Tivat          | 2          | 72   | 22   | 26   | 24   | 82   | 117  | 92     |
| 21  | OFK Mladost Donja Gorica  | 1          | 36   | 9    | 7    | 20   | 37   | 59   | 34     |
| 22  | OFK Bar                   | 1          | 33   | 7    | 11   | 15   | 30   | 43   | 32     |